# Harmachis
Harmachis ist eine Gottheit in der ägyptischen Mythologie. Er gilt seit Beginn des Neuen Reiches als eine lokale Form des Gottes Horus.

## Darstellung und Bedeutung
Die Darstellungen von Harmachis sind vielfältig. Mal wurde er als falkenköpfiger Mann mit verschiedenen Kronen abgebildet, andere Darstellungen zeigen ihn gelegentlich als falkenköpfigen oder widderköpfigen Löwen. In seiner Nebenform als Harmachis-Chepre-Re-Atum ist sein berühmtestes Abbild als große Sphinx von Gizeh mit dem Kopf des Königs Chephren zu sehen.

### Allgemeine Bedeutung

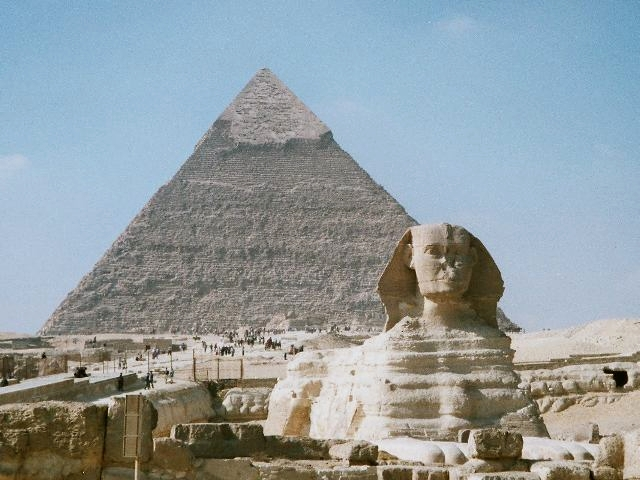
Chephren-Pyramide und Sphinx

Als Horus im Horizont personifiziert er die aufgehende Sonne und wurde mit Chepri als Symbol des ewigen Lebens und der Auferstehung verschmolzen. In späterer Zeit wurde Harmachis mit dem vorderasiatischen Falkengott Hauron gleichgesetzt. Stelentexte bringen ihn mit Chepri und Atum als die Sonne am Mittag und am Abend in Verbindung. Harmachis galt aber nicht nur als eine Sonderform des Gottes Horus, sondern auch als Inkarnation der Weisheit.
Außerdem wurde in der ägyptischen Astronomie die Gleichsetzung des Titels „Horus im Horizont“ mit Re und Roter Horus (Hor-descheru) vorgenommen, dessen Verbindung zur Darstellung mit Falkenkopf jedoch nur für die Dauer des Sonnenauf- und Unterganges bestimmt war. Er zeigt Re im Zustand des Gebärens von Nut kurz vor dem Erscheinen am Horizont beziehungsweise im Zustand des Sterbens nach dem Untergang unter den Horizont.
Den Hintergrund der Gleichsetzung von Re mit Horus bildet unter anderem die mythologische Verschmelzung mit der Geburt der Dekan-Sterne im Nutbuch, in der Re auch als Sohn des Osiris und der Isis beziehungsweise Nut gilt, die wiederum auch öfter durch Nephthys verkörpert wird. Jeder heliakisch aufgehende Dekan-Stern wurde deshalb in der kindlichen Gestalt des Horus dargestellt.

### Bedeutung als Sphinx von Gizeh
Mindestens seit dem Neuen Reich wird die Große Sphinx von Gizeh unter dem Namen „Horus im Horizont“ verstanden und verehrt. Zwischen den Vorderpranken der Sphinx befindet sich die sogenannte Traumstele Thutmosis IV., die davon berichtet, dass Harmachis dem Prinzen behilflich sein wird, König zu werden, wenn er die Sphinx vom Sand befreit. Thutmosis IV. erfüllte die Bitte von Harmachis und erlangte später das Königtum. Vermutlich wurde Harmachis auch im vorgelagerten Sphinxtempel verehrt.

## Harmachis und Harachte
Zeitweilig werden diese beiden Sonderformen des Gottes Horus in der Literatur zu einer Gottheit zusammengefasst. Aufgrund der unterschiedlichen Schreibweisen ihrer Namen und der jeweils eigenen Bedeutung in der ägyptischen Mythologie ist jedoch deutlich, dass es sich bei Harmachis (Ḥrw-m-3ḫ.t – Heru-em-achet) und Harachte (Ḥrw-3ḫtj – Heru-achti) um zwei verschiedene Gottheiten handelt.

## Kult
Die Verehrung von Harmachis begann zunächst wohl als volkstümlicher Kult, der dann aber von der offiziellen Religion aufgenommen wurde. Belege hierfür finden sich unter den Regierungen der Könige des Neuen Reiches: Amenophis II. und den Thutmosiden. Der Kult wurde bis in die griechisch-römische Zeit fortgeführt.